# 정현석 (야구인)
정현석(鄭鉉錫, 1984년 3월 1일 ~ )은 전 KBO 리그 한화 이글스의 외야수, 지명타자이자, 현재 KBO 리그 한화 이글스의 타격코치이다. 개명 전 이름은 '정형순(鄭亨淳)'이다.

## 선수 시절

### 한화 이글스시절
2003년에 투수로서 롯데 자이언츠의 2차 4라운드 지명을 받았으나 경희대학교에 진학했다. 그러나 코칭스태프와의 불화로 대학 리그에서는 거의 출전하지 못했다. 대학 리그에서 남긴 성적은 8경기에 등판해 8.1이닝 평균자책점 20.25로 부진했다. 결국 경희대학교 졸업을 앞두고 4학년 때 롯데에서 지명을 포기했다. 경희대학교 졸업 후 연고 팀 한화 이글스의 입단 테스트 제의를 받아 합격해 신고선수로 입단했고 외야수로 전향했다. 2010년에 114경기에 출전했고, 당시 감독이었던 한대화로부터 좌완 투수를 상대로 강한 마인드를 가졌다는 평가를 받았다.

### 경찰 야구단시절
2010년 시즌 후 입대해 복무를 마치고 2012년 10월에 제대하였다. 복무 중이었던 2011년에는 야구 월드컵 대표팀으로 선발돼 참가했다. 2012년에는 팀의 주장을 맡았고, 그 해 2군 북부리그 타격왕에 올랐다.

### 한화 이글스복귀
제대 후 복귀해 121경기에 출전하며 데뷔 첫 규정 타석을 채웠다. 2014년에는 53경기에 출전해 23안타, 2할대 타율로 기대에 미치지 못했다.
2014년 12월 15일에 배영수의 FA 보상 선수로 이적하게 됐으나 12월 12일에 서울의 한 병원에서 내과 수술을 받은 것으로 드러났다. 당시 오후 5시가 넘어 그를 보상 선수로 지명한 후 수술 사실을 알았지만 규정상 마감 시한이 급박해 일단 지명 사실을 발표할 수밖에 없었다. 결국 2014년 12월 17일에 현금 트레이드 형식으로 그를 되돌려 보내고, 다른 보상 선수 지명 없이 배영수가 받았던 연봉의 300%를 트레이드 머니 형식으로 이미 지급한 FA 보상금의 차액만큼 받았다.
2015년에 위암 수술을 받고 8월 28일 NC전에서 복귀해 최금강을 상대로 역전 만루 홈런을 쳐 내며 팀의 역전 승을 이끌었다.

## 야구선수 은퇴 후
2018년부터 한화 이글스의 육성군 타격코치로 활동했다.

## 논란
- 2017년 5월 21일 삼성 라이온즈와 한화 이글스의 경기에서 삼성 라이온즈의 선발 투수 윤성환이 타석에 들어서 있던 한화 이글스의 김태균에게 몸에 맞는 볼을 던졌다. 이에 화가 난 김태균이 잠시 윤성환을 노려보며 2분간 대립되다가 대립이 끝나고 다시 경기가 재개됐다. 그런데 윤성환이 다음 타자 윌린 로사리오에게도 몸에 맞는 볼을 던지자 윌린 로사리오는 그 자리에서 배트를 땅바닥에 집어던졌고, 양 팀 선수와 코치들이 더그아웃에서 뛰어나와 격한 벤치 클리어링이 일어났다. 이 상황에서 더그아웃에 대기하고 있다가 같이 뛰어나온 카를로스 비야누에바는 한 삼성 라이온즈 선수에게 매우 심한 폭력을 행사했고, 이 격한 벤치 클리어링으로 인해 삼성 라이온즈에서는 윤성환, 재크 페트릭, 강봉규, 김재걸, 한화 이글스에서는 그와 함께 폭력을 행사한 카를로스 비야누에바가 강제 퇴장당했다. 퇴장 사유는 윤성환은 빈볼 투구, 재크 페트릭, 김재걸, 강봉규, 한화 이글스의 그와 카를로스 비야누에바는 폭력 행사였다. 이에 KBO는 5월 23일에 상벌위원회를 열었고 그는 윤성환과 함께 6경기 출장 정지, 카를로스 비야누에바와 함께 폭력에 가담한 그는 5경기 출장 정지, 그리고 폭력에 가담한 삼성 라이온즈의 강봉규, 김재걸 코치에게 5경기 출장 정지 징계가 내려졌다.[7]

## 출신 학교
- 대전유천초등학교
- 한밭중학교
- 대전고등학교
- 경희대학교

## 통산 기록
| 연도 | 팀명  | 타율  | 경기 | 타수 | 득점 | 안타 | 2루타 | 3루타 | 홈런 | 타점 | 도루 | 도실 | 볼넷 | 사구 | 삼진 | 병살 | 실책 |
| ---- | ----- | ----- | ---- | ---- | ---- | ---- | ----- | ----- | ---- | ---- | ---- | ---- | ---- | ---- | ---- | ---- | ---- |
| 2008 | 한화  | 0.000 | 11   | 7    | 1    | 0    | 0     | 0     | 0    | 0    | 0    | 0    | 0    | 1    | 1    | 0    | 0    |
| 2009 | 한화  | 0.200 | 24   | 55   | 7    | 11   | 2     | 0     | 0    | 2    | 1    | 0    | 2    | 1    | 8    | 0    | 0    |
| 2010 | 한화  | 0.262 | 114  | 202  | 20   | 53   | 10    | 0     | 4    | 24   | 3    | 3    | 15   | 3    | 28   | 4    | 4    |
| 2013 | 한화  | 0.287 | 121  | 356  | 47   | 102  | 15    | 1     | 4    | 27   | 4    | 5    | 37   | 7    | 64   | 14   | 4    |
| 2014 | 한화  | 0.225 | 53   | 102  | 15   | 23   | 3     | 0     | 3    | 6    | 0    | 2    | 11   | 3    | 21   | 6    | 0    |
| 2015 | 한화  | 0.310 | 43   | 116  | 20   | 36   | 6     | 0     | 1    | 12   | 0    | 0    | 13   | 2    | 24   | 3    | 1    |
| 2016 | 한화  | 0.000 | 3    | 8    | 0    | 0    | 0     | 0     | 0    | 0    | 0    | 0    | 0    | 0    | 2    | 2    | 0    |
| 통산 | 7시즌 | 0.266 | 369  | 846  | 110  | 225  | 36    | 1     | 12   | 71   | 8    | 10   | 78   | 17   | 148  | 29   | 9    |